# Pleurobranchaea tarda
Pleurobranchaea tarda är en snäckart som beskrevs av Addison Emery Verrill 1880. Pleurobranchaea tarda ingår i släktet Pleurobranchaea och familjen Pleurobranchidae. Inga underarter finns listade i Catalogue of Life.